# Confine tra Canada e Stati Uniti d'America
Il confine tra Canada e Stati Uniti d'America è la linea di demarcazione fra questi due Stati. Suddivisa in due parti non consecutive - la prima fra il sud del Canada e il nord degli Stati Uniti (6.416 km) e la seconda fra la parte occidentale del Canada e l'Alaska (2.477 km) - è, con i suoi 8.893 chilometri di lunghezza, il confine terrestre più lungo al mondo. È inoltre uno dei due confini di terra del Canada, oltre a quello con la Danimarca all'isola Hans. La sicurezza della frontiera è garantita dalla United States Customs and Border Protection per gli Stati Uniti e dalla Canada Border Services Agency per il Canada.

## Storia
Il confine è stato un argomento costante di controversie fra gli Stati Uniti e il Regno Unito in un primo momento e fra gli Stati Uniti e il Canada successivamente.

### L'est

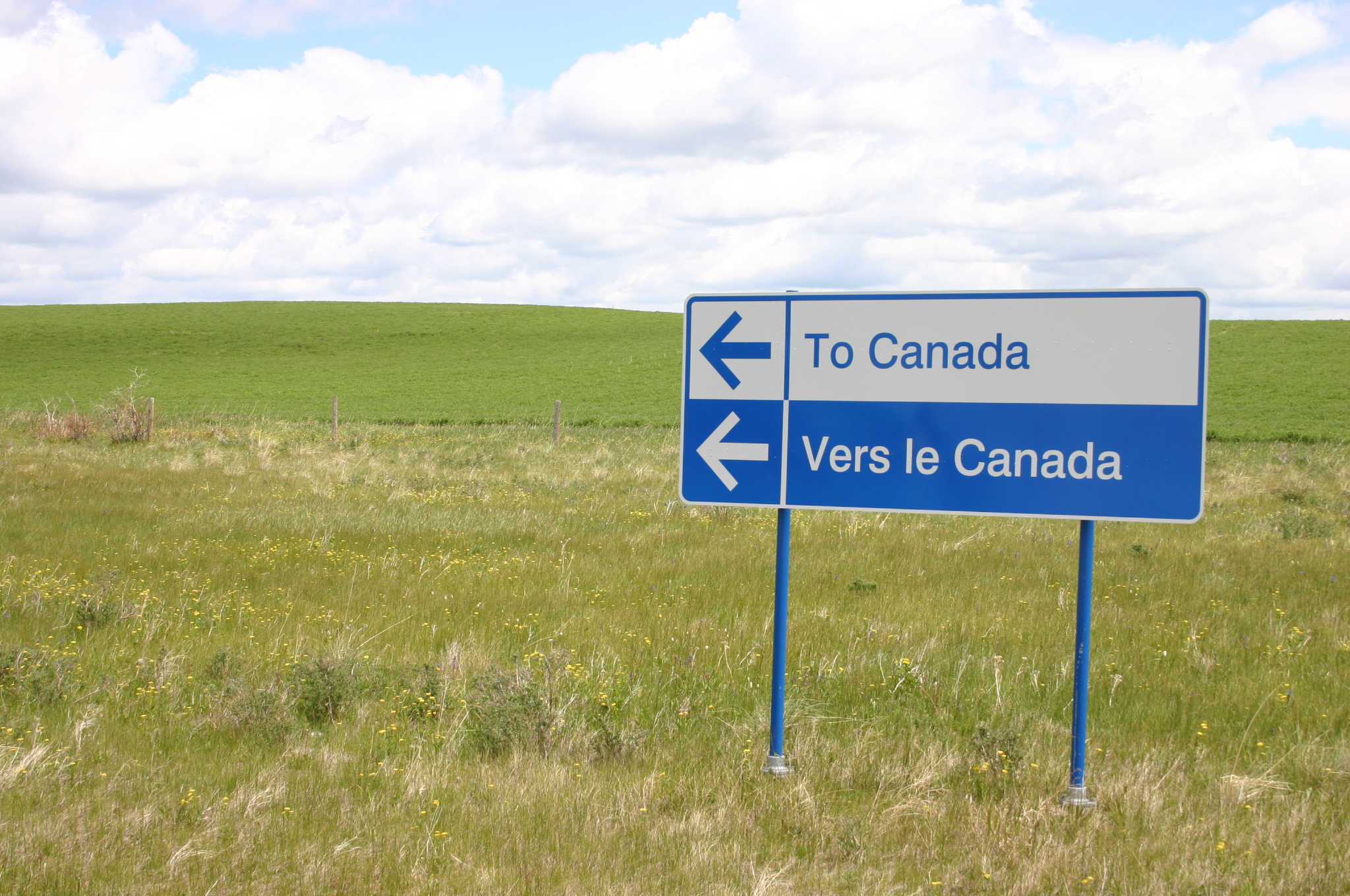
Un'indicazione stradale a Piegan, in Montana.

Con il Trattato di Parigi del 1783 gli Stati Uniti d'America ottennero l'indipendenza. La frontiera con il Canada, allora possedimento britannico, non era stata definita con precisione, e questa circostanza fece sorgere importanti disaccordi fra i due Paesi.
Per esempio, era stato specificato che la frontiera si estendeva verso ovest dal Lago dei Boschi fino al Mississippi: quando però si scoprì che la sorgente del Mississippi si trovava a sud di quella linea, come confine fu utilizzato l'asse che va verso sud dal lago al fiume..
Dopo la guerra di Aroostook, scoppiata proprio in seguito alle tensioni legate alla mancata definizione del confine, il Trattato Webster-Ashburton, firmato nel 1842, definì la frontiera fra lo Stato del Maine e la provincia canadese del Nuovo Brunswick.

### Ovest
A seguito dell'avanzata verso ovest della colonizzazione europea, il problema della frontiera occidentale fu sempre più pressante. Nel 1818 un primo trattato fece passare la frontiera sul 49º parallelo Nord, fra il Lago dei Boschi e le Montagne Rocciose, ma si limitò ad abbozzare soluzioni provvisorie per i territori più occidentali. La linea del 49º parallelo fu estesa fino all'Oceano Pacifico dal Trattato dell'Oregon nel 1846. A causa dell'imprecisione degli strumenti di misurazione dell'epoca, il confine reale in alcuni casi si allontana dalla posizione esatta del parallelo di alcune centinaia di metri.

### L'Alaska

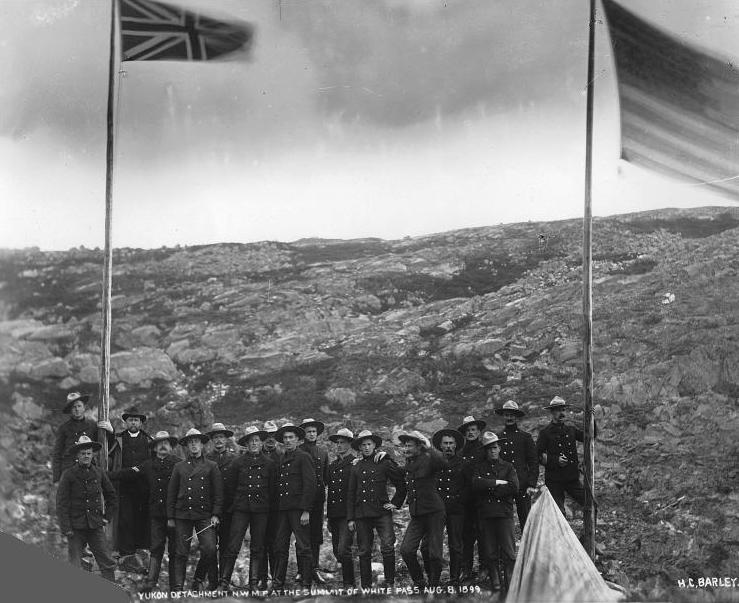
La polizia a cavallo del Nord Ovest vigila sulla frontiera dello Yukon nel 1899

Nel 1867 gli Stati Uniti acquistarono l'Alaska dall'Impero russo. Anche in questo caso, però, il confine non fu definito subito, e questa circostanza diede luogo a una disputa alla quale pose fine solo 36 anni dopo, nel 1903, un tribunale composto da giudici nominati da entrambi i paesi.

### La commissione della frontiera internazionale
Nel 1925 fu creata una commissione apposita, la Commissione della frontiera internazionale (in inglese: International Boundary Commission, in francese Commission de la frontière internationale), per definire e sorvegliare il confine. La commissione, tuttora composta da un commissario canadese e uno statunitense, ha, fra gli altri compiti, quello di verificare che lo spazio di sei metri (tre metri sul versante statunitense e altrettanti su quello canadese) a ridosso della frontiera non siano coperti dalla vegetazione.

## Lunghezza dei confini, suddivisi per stati e province
Il confine fra gli Stati Uniti e il Canada attraversa 13 dei 50 stati federati e 8 delle 13 suddivisioni amministrative del Canada (province o territori). I confini che incidono sui territori di due stati, l'Alaska e il Michigan, superano i mille chilometri, mentre la frontiera che attraversa due province e un territorio del Canada superano la stessa lunghezza: si tratta dell'Ontario (in assoluto la suddivisione amministrativa delle due nazioni con la frontiera più lunga, pari a 2.760 chilometri), della Columbia Britannica e dello Yukon. Ecco l'elenco completo dei confini con relativa lunghezza:
|    |               |               |   |                     |               |  |
| #  | Stato         | Lung. confine | # | Prov. o terr.       | Lung. confine |  |
| 1  | Alaska        | 2 475 km      | 1 | Ontario             | 2 760 km      |  |
| 2  | Michigan      | 1 160 km      | 2 | Columbia Britannica | 2 168 km      |  |
| 3  | Maine         | 983 km        | 3 | Yukon               | 1 210 km      |  |
| 4  | Minnesota     | 880 km        | 4 | Québec              | 813 km        |  |
| 5  | Montana       | 877 km        | 5 | Saskatchewan        | 632 km        |  |
| 6  | New York      | 716 km        | 6 | New Brunswick       | 513 km        |  |
| 7  | Washington    | 687 km        | 7 | Manitoba            | 497 km        |  |
| 8  | Nord Dakota   | 499 km        | 8 | Alberta             | 298 km        |  |
| 9  | Ohio          | 235 km        |   |                     |               |  |
| 10 | Vermont       | 145 km        |   |                     |               |  |
| 11 | New Hampshire | 93 km         |   |                     |               |  |
| 12 | Idaho         | 72 km         |   |                     |               |  |
| 13 | Pennsylvania  | 68 km         |   |                     |               |  |